# Айзек Прайс
Айзек Прайс (англ. Isaac Price; нар. 26 вересня 2003, Понтефракт) — північноірландський футболіст, півзахисник англійського клубу «Вест-Бромвіч Альбіон» та національної збірної Північної Ірландії.

## Клубна кар'єра
Народився 26 вересня 2003 року в Понтефракті. Вихованець футбольної школи «Евертона». Дорослу футбольну кар'єру розпочав навесні 2022 року в основній команді того ж клубу, у складі якої протягом наступного сезону 2022/23 взяв участь у ще двох іграх різних турнірів. 
У червні 2023 року уклав чотирирічний контракт із бельгійським «Стандардом» (Льєж).
22 січня 2025 року повернувся в Англію, підписавши контракт на чотири з половиною роки з «Вест-Бромвічем».

## Виступи за збірні
2019 року дебютував у складі юнацької збірної Північної Ірландії (U-17), загалом на юнацькому рівні взяв участь у 6 іграх.
2022 року залучався до складу молодіжної збірної Північної Ірландії. На молодіжному рівні зіграв у 3 офіційних матчах.
2023 року дебютував в офіційних матчах у складі національної збірної Північної Ірландії.
| Дата       | Місто             | Господарі         | Результат | Гості             | Турнір                               | Голи | Примітки |
| ---------- | ----------------- | ----------------- | --------- | ----------------- | ------------------------------------ | ---- | -------- |
| 23-3-2023  | Серравалле        | Сан-Марино        | 0 – 2     | Північна Ірландія | Відбір до ЧЄ 2024                    | -    | 82'      |
| 26-3-2023  | Белфаст           | Північна Ірландія | 0 – 1     | Фінляндія         | Відбір до ЧЄ 2024                    | -    | 79'      |
| 16-6-2023  | Копенгаген        | Данія             | 1 – 0     | Північна Ірландія | Відбір до ЧЄ 2024                    | -    | 77'      |
| 19-6-2023  | Белфаст           | Північна Ірландія | 0 – 1     | Казахстан         | Відбір до ЧЄ 2024                    | -    |          |
| 7-9-2023   | Любляна           | Словенія          | 4 – 2     | Північна Ірландія | Відбір до ЧЄ 2024                    | 1    | 64'      |
| 14-10-2023 | Белфаст           | Північна Ірландія | 3 – 0     | Сан-Марино        | Відбір до ЧЄ 2024                    | -    | 63'      |
| 17-10-2023 | Белфаст           | Північна Ірландія | 0 – 1     | Словенія          | Відбір до ЧЄ 2024                    | -    | 63'      |
| 17-11-2023 | Гельсінкі         | Фінляндія         | 4 – 0     | Північна Ірландія | Відбір до ЧЄ 2024                    | -    | 85'      |
| 20-11-2023 | Белфаст           | Північна Ірландія | 2 – 0     | Данія             | Відбір до ЧЄ 2024                    | 1    | 78'      |
| 22-3-2024  | Бухарест          | Румунія           | 1 – 1     | Північна Ірландія | товариський матч                     | -    |          |
| 26-3-2024  | Глазго            | Шотландія         | 0 – 1     | Північна Ірландія | товариський матч                     | -    | 83'      |
| 8-6-2024   | Пальма-де-Майорка | Іспанія           | 5 – 1     | Північна Ірландія | товариський матч                     | -    | 64' 83'  |
| 5-9-2024   | Белфаст           | Північна Ірландія | 2 – 0     | Люксембург        | Ліга націй УЄФА 2024-2025 - 1-й етап | -    | 74'      |
| 8-9-2024   | Враца             | Болгарія          | 1 – 0     | Північна Ірландія | Ліга націй УЄФА 2024-2025 - 1-й етап | -    | 82'      |
| 12-10-2024 | Залаегерсег       | Білорусь          | 0 – 0     | Північна Ірландія | Ліга націй УЄФА 2024-2025 - 1-й етап | -    | 83'      |
| 15-10-2024 | Белфаст           | Північна Ірландія | 5 – 0     | Болгарія          | Ліга націй УЄФА 2024-2025 - 1-й етап | 3    | 25' 85'  |
| 15-11-2024 | Белфаст           | Північна Ірландія | 2 – 0     | Білорусь          | Ліга націй УЄФА 2024-2025 - 1-й етап | -    | 86'      |
| 18-11-2024 | Люксембург        | Люксембург        | 2 – 2     | Північна Ірландія | Ліга націй УЄФА 2024-2025 - 1-й етап | 1    | 90+2'    |
| 21-3-2025  | Белфаст           | Північна Ірландія | 1 – 1     | Швейцарія         | товариський матч                     | 1    |          |
| 25-3-2025  | Стокгольм         | Швеція            | 5 – 1     | Північна Ірландія | товариський матч                     | 1    |          |
| Усього     |                   | Матчів            | 20        |                   | Голів                                | 8    |          |